# Ramat-Gan-Museum für Israelische Kunst

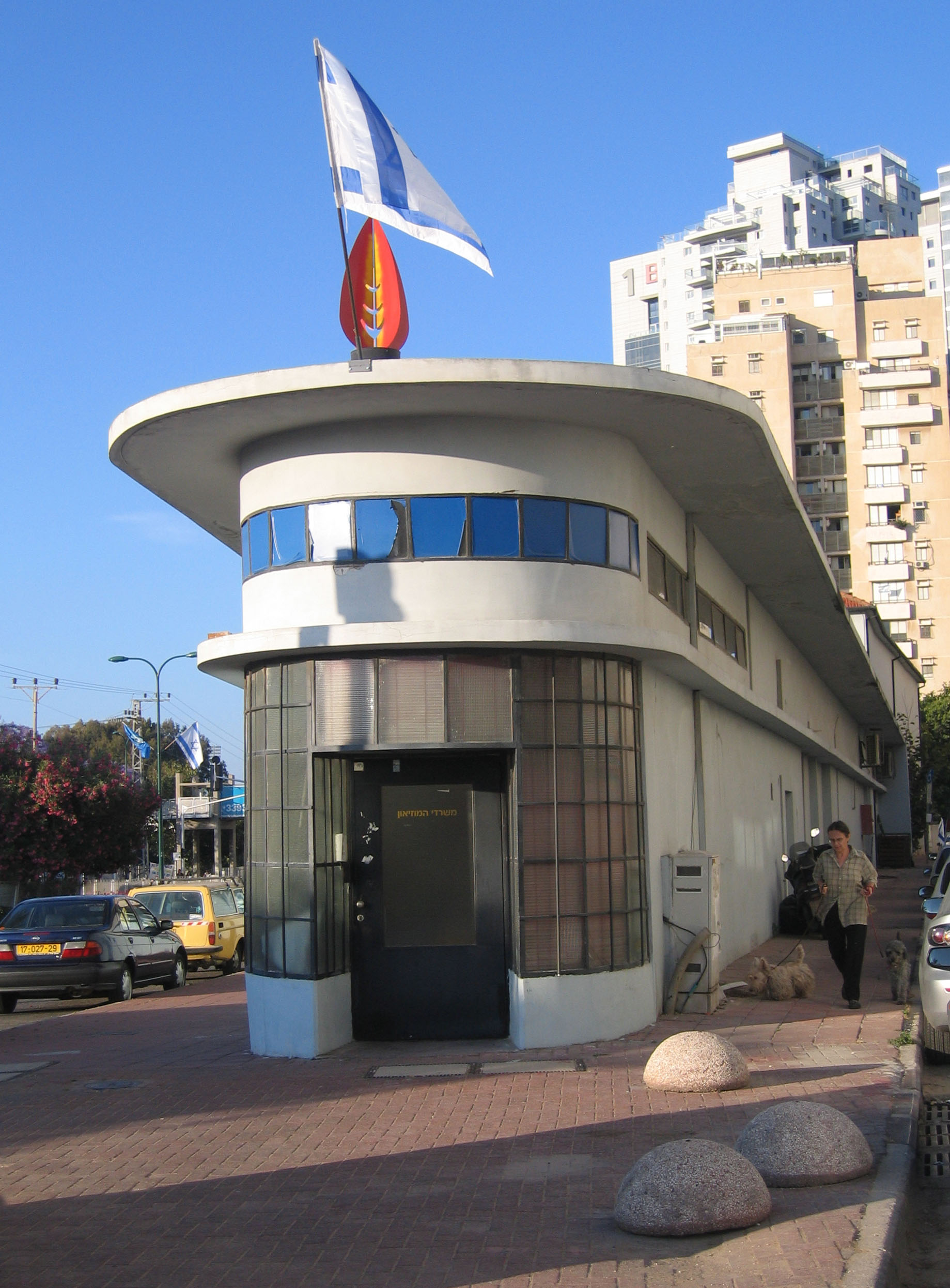
Museum

Das Ramat-Gan-Museum für Israelische Kunst (Ramat Gan Museum of Israeli Art) ist ein Kunstmuseum, das israelische Kunst ausstellt, in der Stadt Ramat Gan im Bezirk Tel Aviv, Israel. Das Museum wurde am 4. April 1987 eröffnet.

## Geschichte
Das Gebäude wurde in den 1930er Jahren erbaut und sollte ursprünglich als Industrieanlage dienen. Vor der Eröffnung des Museums wurde das Gebäude von dem Architekten Danny Schwarz in ein Museum umgewandelt, um seinem neuen Zweck gerecht zu werden. Im Jahr 2012 hatte das Museum 23.000 Besucher. Das Museum wurde 2017 wegen Renovierung geschlossen und 2021 wiedereröffnet.

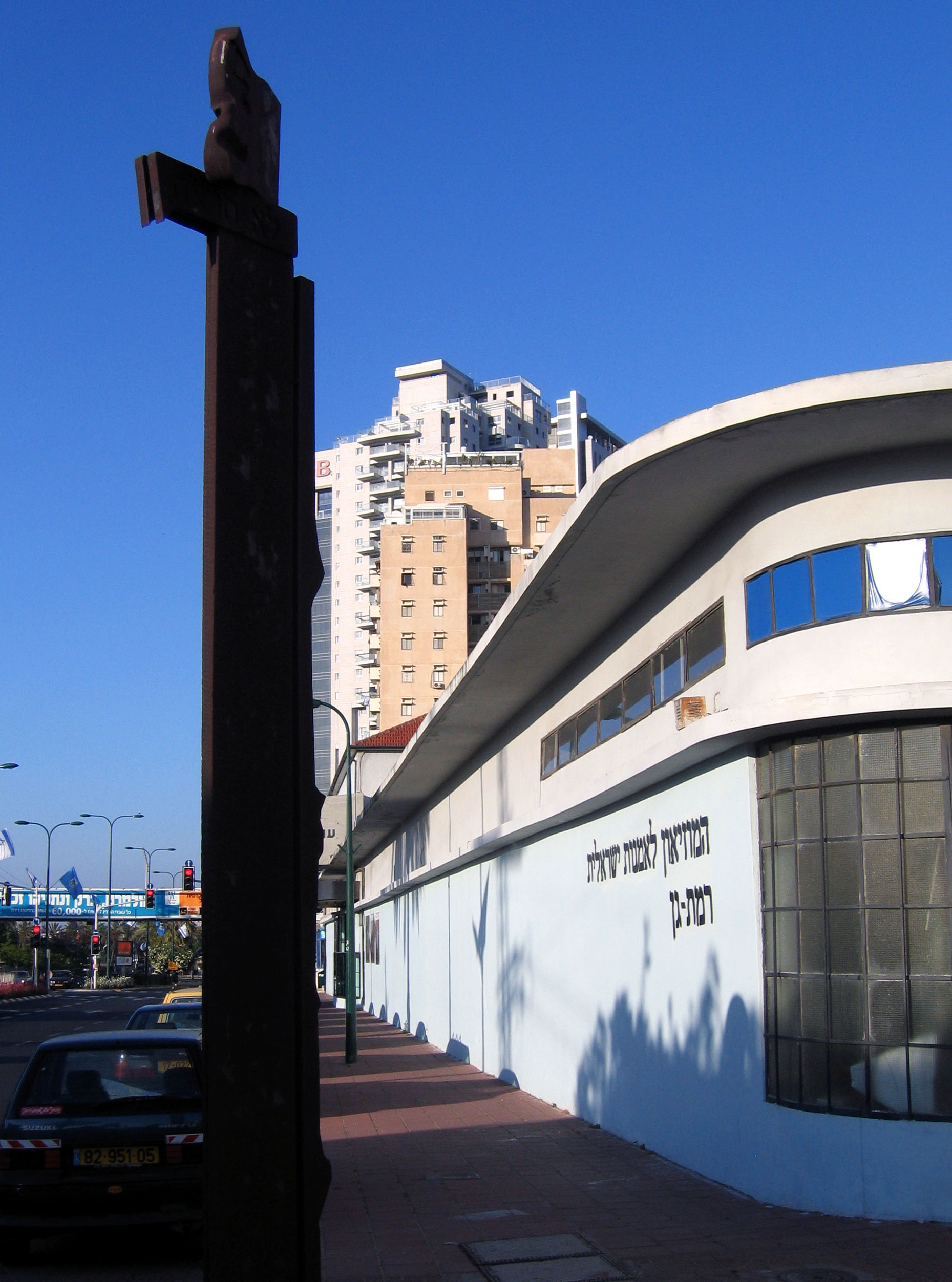
Denkmal zur Erinnerung an Yitzhak Rabin am Museum

Das Museum zeigt seit dem Tag seiner Eröffnung Eklektizismus-Ausstellungen. Der derzeitige Direktor ist Kurator Meir Aharonson. Zu den populärsten und bekanntesten Ausstellungen des Museums gehört die Ausstellung der Fotografin Simha Shimrans Fotoausstellung, die Gruppenausstellung der Kuratorin Yehudit Mezkel zum Thema Mutterschaft und vieles mehr. Ab 2022 umfassen die Ausstellungen Gemälde, Fotografien, Videos, Installationskunst und Skulpturen.
Das Museum geriet 2021 in den Mittelpunkt einer Kontroverse, als ein Gemälde, das als beleidigend für das Haredi-Gemeinde angesehen wurde, auf Wunsch des Bürgermeisters von Ramat Gan entfernt wurde. Andere Künstler, deren Werke im Museum ausgestellt waren, verlangten, dass das Museum ihre Werke entfernt, so dass sich das Museum fast leerte.
1996 stellte der Künstler Igal Tumarkin in der Nähe des Museumseingangs ein Denkmal zur Erinnerung an Yitzhak Rabin auf.

## Referenzen
1. 1 2  Artists feud with Ramat Gan museum over painting removed for slur against Haredim. In: The Times of Israel. 2. Januar 2022, abgerufen am 3. Oktober 2024 (englisch).
2. 1 2  Shani Littmann: איך נהפך מוזיאון רמת גן מהבטחה גדולה. In: Haaretz. 9. September 2014, abgerufen am 3. Oktober 2024 (hebräisch).